# Ельня (Лидский район)
Ельня (бел. Е́льня) — деревня в Лидском районе Гродненской области Беларуси. Входит в состав Третьяковского сельсовета.

## География
Рядом пролегает дорога Н-6164.
Ближайшие населённые пункты Бискупцы, Мелёгово, Петры и др.

## История
В 1905 году в Докудовской волости Лидского уезда Виленской губернии Российской империи.
До 7 ноября 2013 года деревня входила в состав Докудовского сельсовета.

## Население

### Численность
- 2019 год — 4 жителей

### Динамика
- 1905 год — 18 жителей (Ельно)[3]
- 1999 год — 12 жителей (перепись населения)
- 2009 год — 7 жителей (перепись населения)[3]
- 2019 год — 4 жителей (перепись населения)

## Инфраструктура
- Агроусадьбы